# Circuit of the Americas

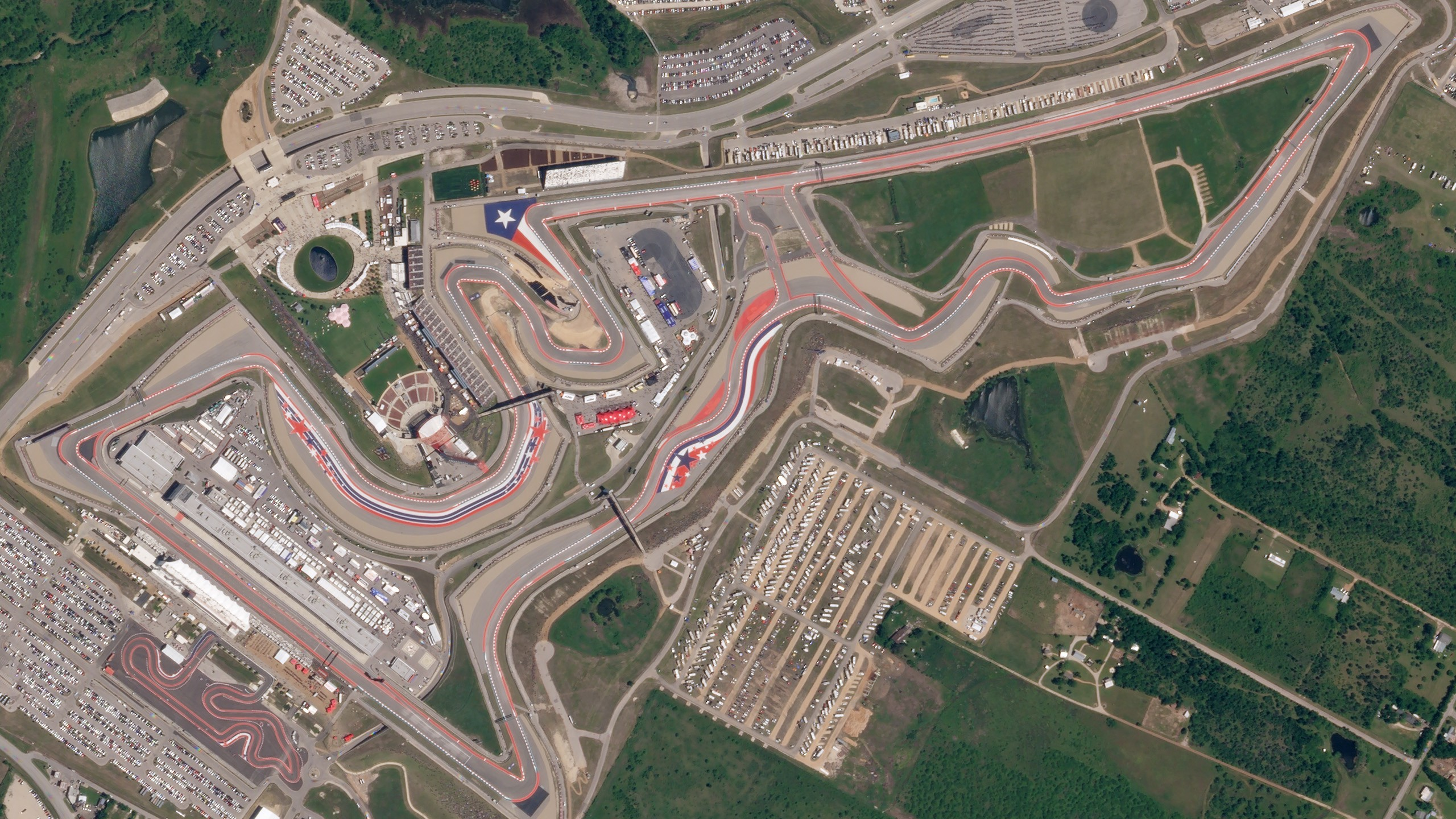
Circuit of the Americas

Het Circuit of the Americas, afgekort COTA, is een circuit voor auto- en motorraces in Austin,  de hoofdstad van Texas.
Het circuit is in 2012 opgeleverd en vanaf dat jaar wordt hier de Grand Prix Formule 1 van de Verenigde Staten verreden. Ook de Grand Prix-wegrace van de Amerika's in de meest prestigieuze internationale motorraceklasse, de MotoGP, wordt hier gehouden. 
Het circuit ligt ten zuidoosten van Austin, nabij het internationale vliegveld van de stad.

## Layout
Ontwerper Hermann Tilke heeft zich laten inspireren door bekende bochtenseries van bestaande banen. De races gaan tegen de klok in en de bochten zijn genummerd van 1 tot 20. Het parcours is 5513 meter lang en valt ruwweg binnen een spitse driehoek. De punt wordt gevormd door Turn 11, een haarspeldbocht die hemelsbreed op ruim 1700 meter van de korte zijde met start en finish ligt. 
Enkele opvallende kenmerken:
- Bocht 1 (Turn 1) is een scherpe linkerknik van 140 graden en ligt op een steile heuvel van veertig meter hoog (133 voet). De afdaling gaat over in Bocht 2, een snelle curve naar rechts.
- Bocht 3 tot en met 6 vormen een reeks golven en zijn gemodelleerd naar de gelijkgenummerde bochten van Silverstone, het Maggotts-Becketts-Chapel-complex. Coureurs moeten hun snelheid goed doseren om in een gunstige lijn de volgende sectie in te kunnen.
- Bocht 7 en 8 verwijzen naar de Senna-S van Interlagos.
- Bocht 9 is een ruime en snelle linkerbocht die lastig is, omdat de auto of motor na de kort opeenvolgende bochten 3 tot 8 nog niet volledig in balans is. Goed aansnijden is cruciaal om bij het uitkomen met voldoende vaart het volgende snelle stuk in te gaan.
- Tussen 9 en 11 ligt een bijna recht stuk met een knik op een derde: Bocht 10, razendsnel, maar gekwalificeerd als 'het einde van de wereld' omdat in de bocht plotseling een afdaling begint, zodat het asfalt hier op lijkt te houden.
- Haarspeldbocht 11 en de knik op 12, beide naar links, begrenzen het rechte stuk van 1016 meter. Formule 1-auto's moeten van boven de 300 km/u afremmen naar 100. Op dit stuk en het vorige is de rechtelijnsnelheid van belang, evenals op de sectie rond start en finish. Op de andere delen zijn bochtsnelheid en balans bepalend.
- Het goed uitkomen uit de rechterbochten 13 en 14 is bepalend voor een goede racelijn in de trage linkerbocht 15, die geliefd is bij de coureurs en het publiek op de tribune.
- Vanaf Bocht 16 begint een doorlopende rechterbocht, waarin enkele knikjes nummer 17 en 18 markeren, waar de coureur zijn lijn wat aan moet passen. Het geheel is ontleend aan bocht 8 van Istanbul Park.
- Bocht 19 en 20 zijn scherpe linkerbochten, de ene bijna haaks, de andere ruimschoots. Kort erna ligt de finish.

## Opening en eerste race
De opening werd op 21 oktober 2012 officieel verricht door Mario Andretti, Patrick Dempsey en Jérôme d'Ambrosio. Zij reden in een Formule 1-auto de eerste ronden op het circuit. De eerste race op het circuit was een Formule 1-wedstrijd op 18 november 2012 en werd gewonnen door Lewis Hamilton.

## Winnaars
| Winnaars Grand Prix van Verenigde Staten (Austin) | Winnaars Grand Prix van Verenigde Staten (Austin) | Winnaars Grand Prix van Verenigde Staten (Austin) | Winnaars Grand Prix van Verenigde Staten (Austin) |
| Jaar                                              | Coureur                                           | Team                                              |                                                   |
| ------------------------------------------------- | ------------------------------------------------- | ------------------------------------------------- | ------------------------------------------------- |
| 2012                                              | Lewis Hamilton                                    | McLaren                                           |                                                   |
| 2013                                              | Sebastian Vettel                                  | Red Bull Racing                                   |                                                   |
| 2014                                              | Lewis Hamilton                                    | Mercedes                                          |                                                   |
| 2015                                              | Lewis Hamilton                                    | Mercedes                                          |                                                   |
| 2016                                              | Lewis Hamilton                                    | Mercedes                                          |                                                   |
| 2017                                              | Lewis Hamilton                                    | Mercedes                                          |                                                   |
| 2018                                              | Kimi Räikkönen                                    | Ferrari                                           |                                                   |
| 2019                                              | Valtteri Bottas                                   | Mercedes                                          |                                                   |
| 2021                                              | Max Verstappen                                    | Red Bull Racing                                   |                                                   |
| 2022                                              | Max Verstappen                                    | Red Bull Racing                                   |                                                   |
| 2023                                              | Max Verstappen                                    | Red Bull Racing                                   |                                                   |
| 2024                                              | Charles Leclerc                                   | Ferrari                                           |                                                   |